# شيرمان إل. هيل
شيرمان إل. هيل (بالإنجليزية: Sherman L. Hill)‏ هو سياسي أمريكي، ولد في 4 ديسمبر 1911 في مقاطعة لانكستر في الولايات المتحدة، وتوفي في مارس 1984 في الولايات المتحدة. حزبياً، نشط في الحزب الجمهوري. وقد انتخب عضو مجلس نواب بنسيلفانيا.